# Gournay-en-Bray
Gournay-en-Bray és un municipi francès situat al departament del Sena Marítim i a la regió de Normandia. L'any 2007 tenia 6.174 habitants.

## Demografia

### Població
El 2007 la població de fet de Gournay-en-Bray era de 6.174 persones. Hi havia 2.760 famílies de les quals 1.096 eren unipersonals (464 homes vivint sols i 632 dones vivint soles), 744 parelles sense fills, 632 parelles amb fills i 288 famílies monoparentals amb fills.
La població ha evolucionat segons el següent gràfic:
Habitants censats

### Habitatges
El 2007 hi havia 3.054 habitatges, 2.818 eren l'habitatge principal de la família, 31 eren segones residències i 205 estaven desocupats. 1.586 eren cases i 1.445 eren apartaments. Dels 2.818 habitatges principals, 1.047 estaven ocupats pels seus propietaris, 1.725 estaven llogats i ocupats pels llogaters i 46 estaven cedits a títol gratuït; 140 tenien una cambra, 401 en tenien dues, 796 en tenien tres, 753 en tenien quatre i 728 en tenien cinc o més. 1.377 habitatges disposaven pel capbaix d'una plaça de pàrquing. A 1.537 habitatges hi havia un automòbil i a 621 n'hi havia dos o més.

### Piràmide de població
La piràmide de població per edats i sexe el 2009 era:
| Homes | Edats   | Dones |
| ----- | ------- | ----- |
| 4     | 95 o +  | 36    |
| 28    | 90 a 94 | 52    |
| 40    | 85 a 89 | 84    |
| 16    | 80 a 84 | 100   |
| 120   | 75 a 79 | 196   |
| 124   | 70 a 74 | 156   |
| 148   | 65 a 69 | 224   |
| 156   | 60 a 64 | 168   |
| 140   | 55 a 59 | 112   |
| 160   | 50 a 54 | 184   |
| 176   | 45 a 49 | 236   |
| 180   | 40 a 44 | 220   |
| 220   | 35 a 39 | 208   |
| 248   | 30 a 34 | 212   |
| 304   | 25 a 29 | 288   |
| 152   | 20 a 24 | 176   |
| 116   | 15 a 19 | 212   |
| 192   | 10 a 14 | 172   |
| 216   | 5 a 9   | 164   |
| 136   | 0 a 4   | 148   |

## Economia
El 2007 la població en edat de treballar era de 3.709 persones, 2.645 eren actives i 1.064 eren inactives. De les 2.645 persones actives 2.304 estaven ocupades (1.218 homes i 1.086 dones) i 341 estaven aturades (178 homes i 163 dones). De les 1.064 persones inactives 359 estaven jubilades, 278 estaven estudiant i 427 estaven classificades com a «altres inactius».

### Ingressos
El 2009 a Gournay-en-Bray hi havia 2.923 unitats fiscals que integraven 6.232,5 persones, la mediana anual d'ingressos fiscals per persona era de 15.769 €.

### Activitats econòmiques
Dels 411 establiments que hi havia el 2007, 6 eren d'empreses extractives, 15 d'empreses alimentàries, 2 d'empreses de fabricació de material elèctric, 3 d'empreses de fabricació d'elements pel transport, 16 d'empreses de fabricació d'altres productes industrials, 31 d'empreses de construcció, 127 d'empreses de comerç i reparació d'automòbils, 5 d'empreses de transport, 27 d'empreses d'hostatgeria i restauració, 3 d'empreses d'informació i comunicació, 29 d'empreses financeres, 21 d'empreses immobiliàries, 44 d'empreses de serveis, 48 d'entitats de l'administració pública i 34 d'empreses classificades com a «altres activitats de serveis».
Dels 107 establiments de servei als particulars que hi havia el 2009, 1 era una oficina d'administració d'Hisenda pública, 1 gendarmeria, 1 oficina de correu, 11 oficines bancàries, 3 funeràries, 5 tallers de reparació d'automòbils i de material agrícola, 1 taller d'inspecció tècnica de vehicles, 3 autoescoles, 6 paletes, 2 guixaires pintors, 6 fusteries, 11 lampisteries, 1 electricista, 1 empresa de construcció, 14 perruqueries, 6 veterinaris, 3 agències de treball temporal, 16 restaurants, 8 agències immobiliàries, 3 tintoreries i 4 salons de bellesa.
Dels 75 establiments comercials que hi havia el 2009, 3 eren supermercats, 1 un supermercat, 1 una gran superfície de material de bricolatge, 3 botiges de menys de 120 m², 13 fleques, 12 carnisseries, 3 llibreries, 15 botigues de roba, 2 botigues d'equipament de la llar, 2 sabateries, 2 botigues d'electrodomèstics, 2 botigues de mobles, 3 drogueries, 3 perfumeries, 4 joieries i 6 floristeries.
L'any 2000 a Gournay-en-Bray hi havia 30 explotacions agrícoles que ocupaven un total de 160 hectàrees.

## Equipaments sanitaris i escolars
El 2009 hi havia 1 hospital de tractaments de mitja durada (seguiment i rehabilitació), 1 centre de salut, 4 farmàcies i 3 ambulàncies.
El 2009 hi havia 2 escoles maternals i 2 escoles elementals. A Gournay-en-Bray hi havia 2 col·legis d'educació secundària i 1 liceu tecnològic. Als col·legis d'educació secundària hi havia 861 alumnes i als liceus tecnològics 170.

## Poblacions més properes
El següent diagrama mostra les poblacions més properes.